# 美原 (函館市)
美原（みはら）は、北海道函館市の地名である。同市の北部に位置し、北海道道100号函館上磯線を中心として、商業施設が点在している。同市は、美原地区を拠点地区の一つとして位置づけている。美原1 - 5丁目が存在する。郵便番号は041-0806。

## 概要
同地区は旧亀田市の一部で、1973年（昭和48年）に編入合併され、函館市となった。合併当時、美原を含む旧亀田市の範囲は、開発未着手の土地が多く、同市の西部地区に変わり、新たな商業地域として、ニュータウンや商業施設等の開発が多く行われた。近年では、長崎屋函館店が、MEGAドン・キホーテ函館店に業態転換した。2022年に閉店したビルイトーヨーカ堂函館店の跡地には、一位物産が新複合商業施設「GRANDIR ICHII」を2024年12月に開業予定で、函館初出店を含む25店舗が新規にオープンする。

## 主な施設

### 公共施設
- 国
  - 函館地方気象台
- 北海道
  - 渡島総合振興局
- 函館市
  - 函館市役所亀田支所
  - 函館市亀田交流プラザ
- 教育機関
  - 北海道教育大学付属函館中学校
  - 北海道教育大学附属特別支援学校
  - 函館市立中央小学校
  - 函館市立亀田中学校

### 報道機関
- 札幌テレビ放送函館放送局[7]

### 商業施設
- GRANDIR ICHII（2024年12月20日開業[8]）
- MEGAドン・キホーテ函館店
- YAMADA Tecc LIFE SELECT 函館本店
- ニトリ函館店
- ビックハウス アドマーニ -  道南ラルズが運営するスーパー

#### かつてあった商業施設
- イトーヨーカ堂函館店 - GRANDIR ICHIIが新装開店予定
- 長崎屋函館店 - MEGAドン・キホーテ函館店へ業態転換

## 交通

### 道路
- 北海道道100号函館上磯線
- 北海道道347号赤川函館線

### バス
函館市亀田支所敷地内に美原地区路線バス乗降場があり、バス乗換拠点となっている。函館バスの運行する市内各線の他、郊外・都市間路線の一部も乗り入れている。